# Эйдензон, Юлия Яновна
Эйдензон Юлия Яновна (род. 12 июня 1982, Омск) — мастер спорта России международного класса по пулевой стрельбе, многократный победитель и призер  чемпионатов мира, Европы и России, обладательница Кубка России, неоднократная победительница и призер международных и всероссийских соревнований.

## Начало карьеры
С 1993 года начала заниматься пулевой стрельбой в спортивной школе города Омска «ДЮСТШ-31» под руководством Заслуженного тренера России Эйдензон Яна Александровича.

## Спортивные достижения
В 1999 году Юлия выполнила спортивный норматив «Мастер спорта России», с 2001 года член спортивной сборной команды Российской Федерации по пулевой стрельбе. В 2004 году ей присвоено спортивное звание «Мастер спорта России международного класса».
Юлия Эйдензон неоднократно награждалась благодарственными письмами и грамотами Министерства по делам молодежи, физической культуры и спорта Омской области, Губернатора Омской области. В 2020 году за существенный вклад в развитие отрасли физической культуры и спорта в Российской Федерации объявлена Благодарность Министра спорта Российской Федерации. В 2006 году как лучшая спортсменка года удостоена спортивной премии Губернатора Омской области «Доблесть».

## Спортивная карьера
Юлия участвует в соревнованиях по дисциплинам:
— ВП-11 (с 2018 года ВП/ДМ-60) — винтовка пневматическая, 10 метров, 60 выстрелов (30+30), движущаяся мишень, медленная и быстрая скорости; ВП/ДМ-180 — командные соревнования (3 человека х 60 выстрелов);
— ВП-11а (с 2018 года ВП/ДМ-40 микс) — винтовка пневматическая, 10 метров, 40 выстрелов (20+20), движущаяся мишень, медленная и быстрая скорости — микс; ВП/ДМ-120 микс, командные соревнования (3 человека х 40 выстрелов);
— ВП/ДМ-ПС (с 2018 года) — винтовка пневматическая, 10 метров, движущаяся мишень, пара смешанная;
Так же с 2019 года выступает в дисциплинах МВ/ДМ-40, винтовка малокалиберная, 50 метров, 40 выстрелов (20+20), движущаяся мишень медленная и быстрая скорости; МВ/ДМ-40 микс, винтовка малокалиберная, 50 метров, 40 выстрелов (20+20), движущаяся мишень, медленная и быстрая скорости — микс; МВ/ДМ-60, винтовка малокалиберная, 50 м, 60 выстрелов (30+30), движущаяся мишень, медленная и быстрая скорости; МВ/ДМ-120 микс, командные соревнования (3 человека х 40 выстрелов) микс; МВ/ДМ-180, командные соревнования (3 человека х 60 выстрелов).
Юлия за период с 2001 по 2020 годы показала следующие результаты:
— 2001 год — Первенство России — 3 место (личное); Чемпионат России — 2 место (ком.).
— 2002 год — Первенство России — 3 место (личное); Чемпионат Европы (г. Салоники, Греция) — 2 место (ком.) в упражнении ВП-11а; Первенство мира (г. Лахти, Финляндия) — 1 место (ком.) в упражнении ВП-11; 1 место (в команде с рекордом мира), 3 место (личное) в упражнении ВП-11а.
— 2003 год — Чемпионат России — 3 место (личное); Кубок мира — 7 место (личное); Чемпионат Европы (г. Гётеборг, Швеция) — 3 место (ком.) в упражнении ВП-11а, 2 место (личное), 3 место (ком.) в упражнении ВП-11.
— 2004 год — Чемпионат России — 2 место (личное); Чемпионат Европы (г. Гиор, Венгрия) — 2 место (ком.) в упражнениях ВП-11 и ВП-11а.
— 2005 год — Чемпионат России — 3 место (ком.), Кубок России — 2 место (личное).
— 2006 год — Международные соревнования (г. Зуль, Германия) — 2 место (личное); Международные соревнования (г. Мюнхен, Германия) — 1 место (личное); Кубок России — 2 место (личное); Чемпионат России — 1 место (личное); Чемпионат Европы (г. Москва) — 2 место (личное) в упражнении ВП-11а; Чемпионат мира (г. Загреб, Хорватия) — 3 место (ком.) в упражнениях ВП-11, ВП-11а.
— 2007 год — Международные соревнования (г. Мюнхен, Германия) — 2 место (личное); Чемпионат России — 2 место (личное).
— 2008 год — Чемпионат России — 1 место (личное), 3 место (ком.) в упражнении ВП-11а, 3 место (личное), 1 место (ком.) в упражнении ВП-11. Чемпионат Европы (г. Винтертур, Швейцария) — 3 место (личное) в упражнении ВП-11; Чемпионат мира (г. Пльзень, Чехия) — 2 место (личное) в упражнении ВП-11; Международные соревнования «Гран-При» (г. Пльзень, Чехия) — 2 место (ком.) в упражнениях ВП-11, ВП-11а.
— 2009 год — Международные соревнования (г. Пльзень, Чехия) — 1 место (личное) упражнение ВП-11, 2 место (личное) в упражнении ВП-11а.
— 2010 год — Международные соревнования (г. Пльзень, Чехия) — 1 место (личное) в упражнении ВП-11; Международные соревнования «Гран-При» (г. Меракер, Норвегия) — 2 место (личное) в упражнении ВП-11, 3 место (личное) в упражнении ВП-11а; Чемпионат мира (г. Мюнхен, Германия) — 2 место (ком.) в упражнениях ВП-11, ВП-11а.
— 2011 год — Международные соревнования (г. Пльзень, Чехия) — 2 место (личное) в упражнении ВП-11; Чемпионат России (г. Санкт-Петербург) — 1 место (личное) в упражнении ВП-11, 2 место (личное) в упражнении ВП-11а; Чемпионат Европы (г. Брешиа, Италия) — 4 место (личное) в упражнении ВП-11а, 5 место (личное) в упражнении ВП-11; Международные соревнования «Гран-При Италии» — 1,1 место (ком.) в упражнениях ВП11, ВП11а;
— 2012 год — Чемпионат мира (г. Стокгольм, Швеция) — 2 место (ком.) в упражнении ВП-11, 2 место (ком.) в упражнении ВП-11а; Чемпионат России (г. Санкт-Петербург) — 3 место (личное) в упражнении ВП-11; Кубок России (г. Ижевск) 2 и 3 место (личное) в упражнении ВП-11.
— 2013 год — Чемпионат Европы (г. Оденсе, Дания) — 3 место (личное) в упражнении ВП-11, 4 место (личное) в упражнении ВП-11а; Международные соревнования «Гран-При» (г. Оденсе, Дания) — 1 место (ком.) в упражнениях ВП-11, ВП-11а; Чемпионат России (г. Ижевск) — 2 место (личное) в упражнении ВП-11а, 3 место (личное) в упражнении ВП-11; Международные соревнования «Гран-При» (г. Пльзень, Чехия) — 3 место (личное) в упражнении ВП-11.
— 2014 год — Чемпионат мира (г. Гранада, Испания) — 2 место (ком.) в упражнении ВП-11а, 1 место (личное) и 2 место (ком.) в упражнении ВП-11; Чемпионат России (г. Ижевск) — 2 место (личное) в упражнении ВП-11а, 2 место (личное) в упражнении ВП-11; Кубок России (г. Ижевск) 2 место (личное) в упражнении ВП-11.
— 2015 год — Чемпионат России (г. Ижевск) — 3 место (личное) в упражнении ВП-11а.
— 2016 год — Чемпионат России (г. Ижевск) — 3 место (личное) в упражнении ВП-11; Чемпионат мира (г. Зуль, Германия) — 2 место (личное),
2 место (ком.) в упр. ВП-11, 3 место (личное), 2 место (ком.) в упражнении ВП-11а; Кубок России (г. Ижевск) 1 место (личное) в упражнении ВП-11.
— 2017 год — Чемпионат России (г. Ижевск) — 2 место (личное) упражнении ВП-11аж, 3 место (личное) в упражнении ВП-11; Чемпионат Европы (г. Марибор, Словения) — 3 место (личное), 1 место (ком.) в упражнении ВП-11, 1 место (ком.) в упражнении ВП-11а; Чемпионат России (г. Краснодар) 2 место (ком) в упражнении ВП-11ж, 2 место в упражнении ВП-11аж; Кубок России (г. Ижевск) 2 место (личное) в упражнении ВП-11а.
— 2018 год — Чемпионат России (г. Ижевск) — 2 место (личное) (с рекордом России) в упражнении ВП/ДМ-60ж, 2 место в упражнении ВП/ДМ-40микс; Чемпионат Европы (г. Дьёр, Венгрия) — 1 место (личное) в упражнении ВП/ДМ-60, 2 место (личное) в упражнении ВП/ДМ-40 микс, 1 место (ком.) в упражнении ВП/ДМ-180, 1 место (ком.) в упражнении ВП/ДМ-120 микс, 2 место в смешанной паре (мужчина, женщина) в упражнении ВП/ДМ-ПС; Чемпионат мира (г. Чханвон, Корея) — 3 место (ком.) в упражнении ВП/ДМ-180, 3 место (ком.) в упражнении ВП/ДМ-120 микс; Кубок России (г. Ижевск) 2 место (личное) в упражнении ВП/ДМ-40микс.
— 2019 год — Чемпионат России (г. Ижевск) — 1 место (личное) в упражнении ВП/ДМ-60ж, 1 место (личное) в упражнении ВП/ДМ-40микс; Чемпионат Европы (г. Осиек, Хорватия) — 1 место (личное) в упражнении ВП/ДМ-60, 1 место (ком.) в упражнении ВП/ДМ-180, 1 место (ком.) в упражнении ВП/ДМ-120 микс; Чемпионат Европы (г. Дьенешьдиаш, Венгрия) — 2 место (ком) в упражнении МВ/ДМ-120 микс, 2 место (ком.) в упражнении МВ/ДМ-180; Чемпионат России Командный (г. Москва) — 2 место в упражнении ВП/ДМ-180, 2 место в упражнении ВП/ДМ-120 микс.
— 2020 год — Чемпионат Европы (г. Вроцлав, Польша) — 1 место в смешанной паре (мужчина, женщина) в упражнении ВП/ДМ-ПС, 1 место (ком.) в упражнении ВП/ДМ-120 микс, 2 место (ком.) в упражнении ВП/ДМ-180; Чемпионат России (г. Ижевск) — 2 место в упражнении ВП/ДМ-60, 3 место в упражнении ВП/ДМ-40 микс.